# Sopubia elatior
Sopubia elatior är en snyltrotsväxtart som beskrevs av Pilger. Sopubia elatior ingår i släktet Sopubia och familjen snyltrotsväxter. Inga underarter finns listade i Catalogue of Life.